# ASB Classic 1991
L'ASB Classic 1991 è stato un torneo di tennis giocato sul cemento. È stata la 6ª edizione dell'ASB Classic, che fa parte della categoria Tier V nell'ambito del WTA Tour 1991. Si è giocato all'ASB Tennis Centre di Auckland in Nuova Zelanda, dal 28 gennaio al 3 febbraio 1991.

## Campionesse

### Singolare
Eva Švíglerová ha battuto in finale  Andrea Strnadová con il punteggio di 6–2, 0–6, 6–1

### Doppio
Patty Fendick /  Larisa Neiland hanno battuto in finale  Jo-Anne Faull /  Julie Richardson con il punteggio di 6–3, 6–3